# Vetenskapsåret 1758

## Händelser
- Rudjer Boscovich publicerar en atomteori i Theoria philosophiae naturalis redacta ad unicam legem virium in natura existentium.
- Halleys komet är synlig, vilket förutspåtts av Edmond Halley.
- Carl von Linné börjar klassificera djur enligt sitt system.

## Pristagare
- Copleymedaljen: John Dollond, brittisk optiker.

## Födda
- 20 januari - Marie-Anne Pierrette Paulze (död 1836), fransk kemist.
- 9 mars - Franz Joseph Gall (död 1828), tysk läkare, frenologins grundläggare.
- 29 juni - Clotilde Tambroni (död 1817), italiensk språkforskare och filolog.
- 31 juli - Rosalie de Constant (död 1834), schweizisk naturalist och illustratör.
- 11 oktober - Heinrich Wilhelm Matthäus Olbers, tysk astronom.
- 11 november - Bengt Reinhold Geijer (död 1815), svensk kemist, mineralog och ägare av Rörstrands porslinsfabrik.
- 9 december - Richard Colt Hoare (död 1838), engelsk antikvarie och arkeolog.

## Avlidna
- 15 augusti - Pierre Bouguer, fransk fysiker